# شهرستان آق‌توغای، استان قراغندی
شهرستان آق‌توغای (به قزاقی: Ақтоғай ауданы، اقتوعاي اۋدانى) یک شهرستان در قزاقستان است که در استان قراغندی واقع شده‌است.

## خصوصیات
شهرستان آق‌توغای ۵۲٬۰۰۰ کیلومترمربع مساحت و ۱۸٬۴۹۷ نفر جمعیت دارد.